# Louis Milcent
Louis Milcent, né le 2 janvier 1846 à Paris où il est mort le 24 mars 1918, est un promoteur français du catholicisme social et l'un des fondateurs du syndicalisme agricole en France.

## Biographie
Issu d'une famille normande engagée dans le catholicisme social, fils du Dr Alphonse Milcent (d) (1818-1873), qui eut à examiner les ossements de Louis XVII, frère de l'ingénieur centralien Charles Milcent, créateur de la première laiterie coopérative de Normandie (Benoitville) et propriétaire du château de Flamanville, et de l'industriel Ernest Milcent (1854-1909), Louis Milcent fait ses études au collège jésuite de Vaugirard dans les années 1850.
À peine ses études terminées, il s'est engagé dans les zouaves pontificaux qui défendaient la souveraineté temporelle du pape, puis rappelé en France, en 1870, par la guerre franco-prussienne de 1870, il a fait campagne avec les mobiles de la Manche.
Auditeur au Conseil d'État, il contribue à la création de l'Œuvre des cercles catholiques d'ouvriers, avec Albert de Mun et le René de La Tour du Pin. 
Avec l'établissement de la république anticléricale, il démissionne du Conseil d'État en 1879 et s'installe à Vaux-sur-Poligny (Jura). Il est l'un des fondateurs du syndicalisme agricole en France. Il créa notamment le Syndicat agricole de Poligny (1884) et la caisse de crédit mutuel agricole (1885). Cette dernière structure est à l'origine de l'actuel Crédit agricole. En 1890, il crée la caisse régionale de Bourgogne Franche-Comté du crédit mutuel agricole. 
L'initiative de Louis Milcent, issue du syndicalisme catholique, de créer des structures locales indépendantes de l'État, a connu un essor très rapide. On comptait en 1898 plus de trois cents caisses agricoles du type de celle créée à Poligny.
Il était également secrétaire général de l'Union centrale des syndicats des agriculteurs de France et secrétaire-adjoint de la Société des agriculteurs de France.

En 1998, Dominique Voynet, alors ministre de l'Aménagement du Territoire et de l’Environnement, a rendu hommage à Louis Milcent lors d'une intervention au congrès du « Réseau d'économie alternative et solidaire » :  

« (...) vous n’échapperez pas aux « Fruitières du Jura », coopératives de commercialisation de comté qui fonctionnent depuis le XIIe siècle, ni à Louis  Milcent, créateur en 1884 du « Syndicat Agricole de l’arrondissement de Poligny », sorte d’association de crédit à vocation mutualiste ! »

Chrétien engagé, Milcent fut l'un des promoteurs du catholicisme social en France au XIXe siècle. À L’origine du cercle du faubourg Saint-Antoine, il participa aux réunions de l'Union de Fribourg, autour de Mgr Mermillod, dont les travaux fournirent à Léon XIII la base de réflexion pour l'élaboration de Rerum Novarum,  l'encyclique fondatrice de la doctrine sociale moderne de l'Église catholique.

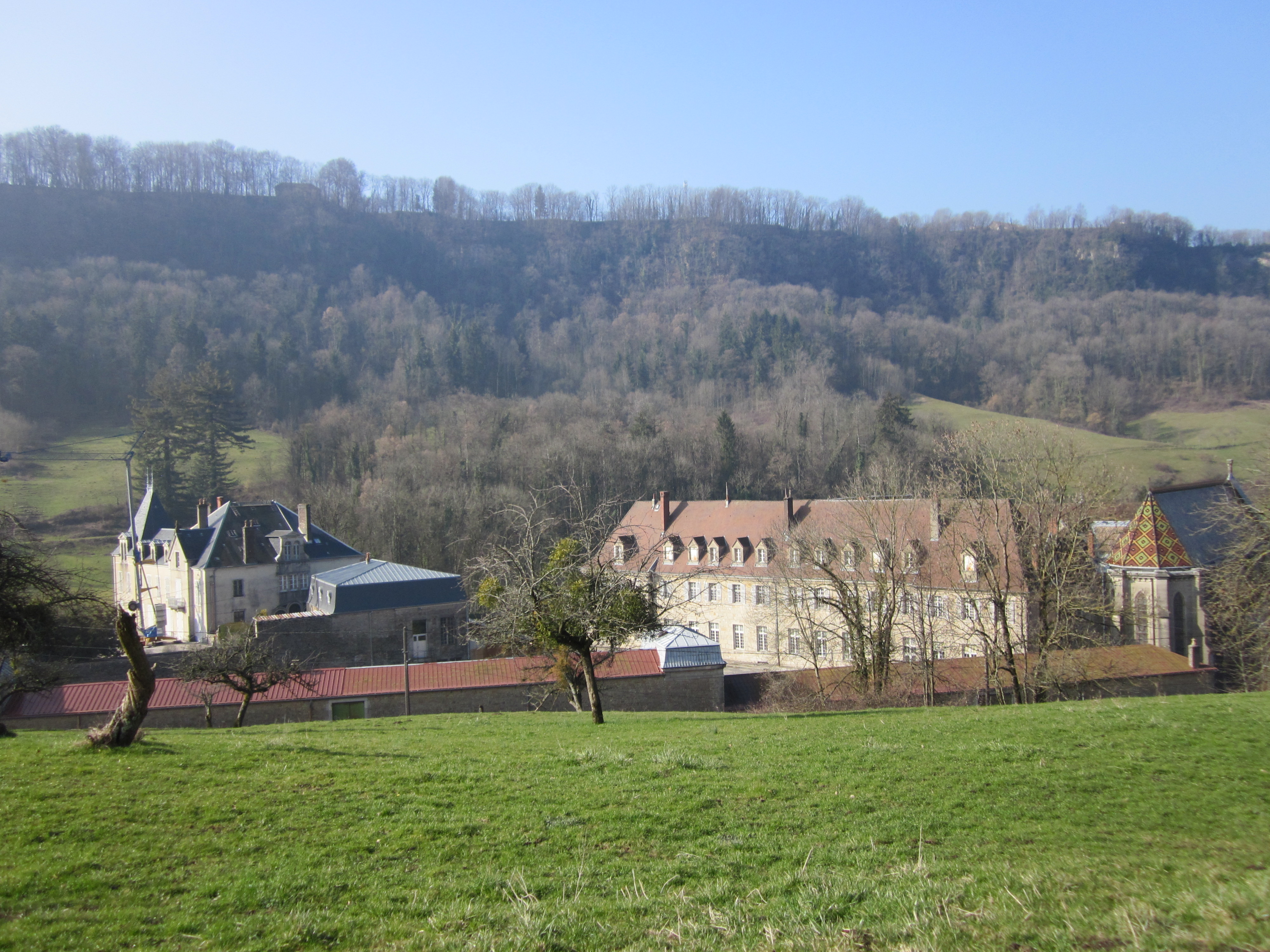
Le château et les bâtiments du prieuré de Vaux-sur-Poligny.

Louis Milcent a vécu entre Paris, la Normandie et le château de Vaux-sur-Poligny,, ayant épousé la nièce de l'abbé Petit, supérieur du petit séminaire installé, dans le courant du XIXe siècle, dans l'abbaye bénédictine de Vaux-sur-Poligny.
Maire de Vaux-sur-Poligny et conseiller général du Jura (canton de Nozeroy) de 1901 à 1918, il tentera à plusieurs reprises d'être élu député, sans succès.
Il était par ailleurs membre de l'Académie des sciences, belles-lettres et arts de Besançon et de Franche-Comté.
Sa fille, mariée au fils du général Joseph Meyssonnier, sera secrétaire général de l'Union centrale des Associations rurales féminines.